# Seán Browne
Seán Browne (3 mai 1916-27 mars 1996) est un homme politique irlandais du Fianna Fáil. Il est Teachta Dála (TD) pour la circonscription de Wexford, élu pour la première fois en 1957.

## Biographie
Browne est un membre éminent du GAA. Il est président du conseil d'administration du comté de Wexford pendant 21 ans.
Browne est élu au Dáil Éireann en tant que député Fianna Fáil pour la circonscription de Wexford aux élections générales de 1957. Il est battu aux élections de 1961 et échoue de nouveau aux élections générales de 1965. Cependant, après sa défaite en 1961, il est élu au 10e Seanad au sein du Panel travailliste, ce qui le réélit en 1965 au 11e Seanad.
Browne retrouve son siège au Dáil aux élections générales de 1969. Il est réélu au Dáil en 1973 et 1977, mais est battu aux élections générales de 1981. Il est réélu aux élections de février 1982, mais lorsque le 23e Dáil est dissous plus tard cette année-là, il ne se représente pas aux élections de novembre 1982 et est remplacé par son neveu John Browne.
Il est également Leas-Cheann Comhairle du Dáil de 1977 à 1981,.